# 타밀일람

타밀일람의 기

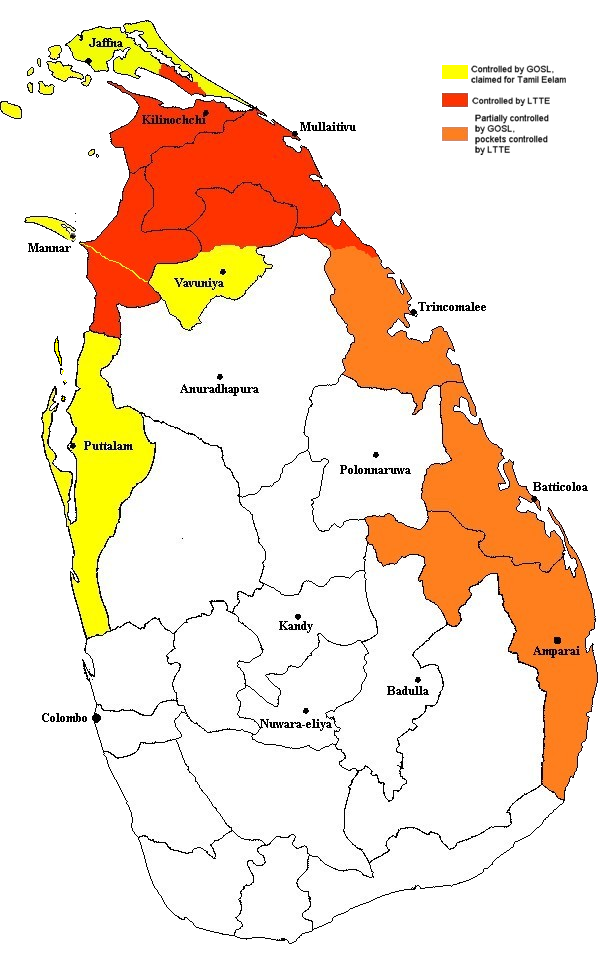
LTTE가 주장하던 타밀일람의 영토로 현재는 LTTE의 항복으로 모든 영유권을 포기했다. 빨간색은 LTTE가 지배하는 곳이고, 오렌지색은 부분적인 지배(일부는 스리랑카 정부군이 지배)가 이루어지는 곳, 노란색은 주장하나 실효지배하지 않는 영역을 의미한다.

타밀일람(타밀어: தமிழ் ஈழம)은 분리 독립을 요구하는 스리랑카 북동부의 타밀인들이 스스로의 나라를 부르는 이름이었다.
스리랑카가 영국으로부터 독립하면서 정권을 장악한 다수족인 싱할라족은 싱할라어를 공용어로 채택하고 불교를 우대하는 등 자신들 위주의 정책을 펼쳐 소수 민족들의 반발을 샀다. 특히 1870년대 초부터 인도 본토로부터 이주해온 타밀인들이 거주하는 지역에 싱할라족을 이주시키는 정책을 펴, 타밀인들의 저항을 불러왔다. 그 결과로, 스리랑카 북동부에서 수 차례나 반정부 폭동이 일어나 스리랑카 내전으로 이어졌고, 급기야는 강경한 무장 투쟁을 주장하는 조직인 타밀일람 해방 호랑이가 타밀인들 사이에서 주도권을 장악하게 되어 스리랑카 정부로부터 독립을 선언하기에 이르렀다. 타밀일람 해방 호랑이는 한때 자기들이 주장하는 타밀일람 영토의 40-50%를 실효 지배하기도 하였으나, 2009년에 스리랑카 정부군에게 패하고, 타밀일람 해방호랑이의 주요 인물들과 타밀일람 정부의 구성원 전원이 스리랑카 정부에 항복을 선언하였다.
일람은 타밀어로 스리랑카가 있는 실론섬을 칭하는 말이다.